# Недзьведзь (Лімановський повіт)
Недзьведзь (пол. Niedźwiedź) — село в Польщі, у гміні Недзьведзь Лімановського повіту Малопольського воєводства.
Населення — 1398 осіб (2011).
У 1975-1998 роках село належало до Новосондецького воєводства.

## Демографія
Демографічна структура станом на 31 березня 2011 року:
|          | Загалом | Допрацездатний вік | Працездатний вік | Постпрацездатний вік |
| -------- | ------- | ------------------ | ---------------- | -------------------- |
| Чоловіки | 702     | 163                | 479              | 60                   |
| Жінки    | 696     | 151                | 418              | 127                  |
| Разом    | 1398    | 314                | 897              | 187                  |